# Avenida da Liberdade (Lizbona)
Avenida da Liberdade (Aleja Wolności) – ważna aleja w centrum Lizbony, w Portugalii. jest to bulwar o szerokości 90 metrów i 1100 m długości, z dziesięcioma torami podzielona przez chodniki dla pieszych ozdobione ogrodami. Łączy Praça dos Restauradores z Praça do Marquês de Pombal.
Avenida da Liberdade i Praça dos Restauradores mają swoje korzenie w parku publicznym (Passeio Público) zainaugurowane w obszarze w 1764 roku, stworzony przez architekta Baixy Reinaldo Manuela. Początkowo otoczony wysokim murem, park został odnowiony w latach 30 i 40 XIX w. przez architekta Malaquias Ferreira Leal, który wprowadził nowy układ ogrodów, a także fontanny, wodospad i pomniki. Alegoryczne rzeźby reprezentują rzeki Tag i Douro.
Po wielu dyskusjach i polemikach aleja została wybudowana w latach 1879-1886 na wzór bulwarów Paryża. Jej powstanie było punktem rozbudowy północnych obszarów miasta i szybko stała się ulubionym miejscem dla klasy wyższej.
Wiele z oryginalnych budynków alei zostało zastąpione w ostatnich dziesięcioleciach przez wysokie budynki biurowe i hotelowe. Obecnie posiada kilka ciekawych budynków, które odzwierciedlają architekturę portugalską z końca XIX, aż do początków wieku XXI. Chodniki dla pieszych i ronda wyłożone są  tradycyjną portugalską mozaiką.
Ze względu na swoje malownicze cechy, hotele, sklepy, teatry i architekturę, stała się ważną atrakcją turystyczną miasta. Znajduje się tu wiele luksusowych butików i marek znanych z całego świata. Obecnie jest uważana za 35 najdroższą ulicę świata.